# Popper (Jugendkultur)

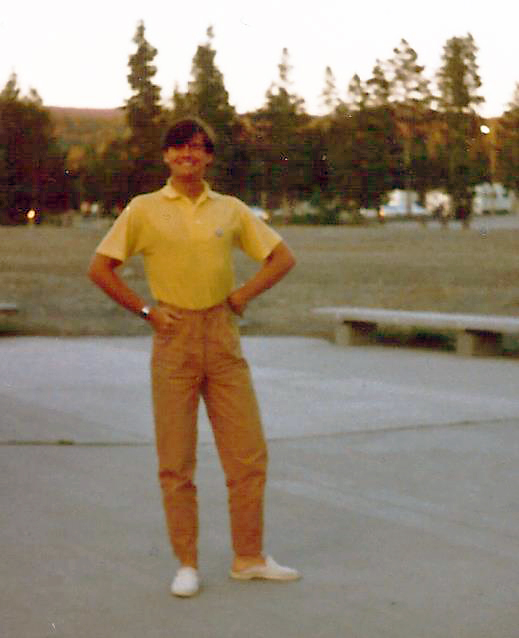
Popper im Sommerlook, Juli 1981

Popper waren die Mitglieder einer deutschen Jugendkultur der ersten Hälfte der 1980er Jahre. In Österreich bezeichneten sie sich auch als Snob.

## Hintergrund
Die Jugendbewegung breitete sich 1979, von Hamburger Gymnasien ausgehend, während der ersten Hälfte der 1980er Jahre aus.  Die meist aus der Mittel- bis Oberschicht stammenden Anhänger gaben sich bewusst konformistisch und unpolitisch. Sie zelebrierten demonstrativ den Konsum, aus Überdruss an und aus Protest gegen die vorangegangenen und vorhandenen konsumkritischen Jugendkulturen (Rebellion gegen die Rebellion). Sie ist in der Art als Subkultur vergleichbar mit den im gleichen Zeitraum auftretenden Paninari aus Mailand und den Teddy Boys in den 1960er Jahren.
Ein satirischer Popper-Knigge der Hamburger Schüler Carola Rönneburg und Mathias Lorenz avancierte laut dem Journalisten Jörg Oberwittler vom Spiegel „kopiert und in Eigenregie an Schulen verteilt“ als „Benimmmanifest schnell zur Pflichtlektüre für Popper“. Am 14. März 1980 erschien Die mit der Tolle, der erste Artikel über die Hamburger Popperszene im Zeitmagazin.
Unter dem Slogan Sehen und gesehen werden, ist des Poppers Glück auf Erden traten bei ihnen ästhetische an die Stelle ethischer und gesellschaftlicher Fragen, die beispielsweise bei der 68er- oder der Alternativbewegung dominierten. Mit ihrem demonstrativen und auch gestalterisch anspruchsvollen Konsumstil versuchten sie sich aber auch vom traditionellen konservativen Spießbürger abzugrenzen. An die Stelle traditionell konservativer Werte, wie Harmoniestreben, Obrigkeitstreue, Pflichtgefühl und Bescheidenheit traten nun auch zum Teil provozierende Werte wie zelebrierter Hedonismus, unverhohlener Egoismus und materialistisches Imponiergehabe, mit denen sie sowohl das alternative Milieu als auch klassisch konservative Kreise vor den Kopf stießen.
Ab 1984 ebbte die Bewegung stark ab. Die entsprechenden Jahrgänge machten Abitur und wechselten an die Universität. Dadurch lösten sich die bestehenden Gruppen meistens auf.
In anderen europäischen Ländern wie Frankreich, Italien und teilweise England gab es ähnliche modische Entwicklungen, die jedoch nicht so betont unpolitisch und namentlich formuliert waren wie in Deutschland.

## Konsumverhalten

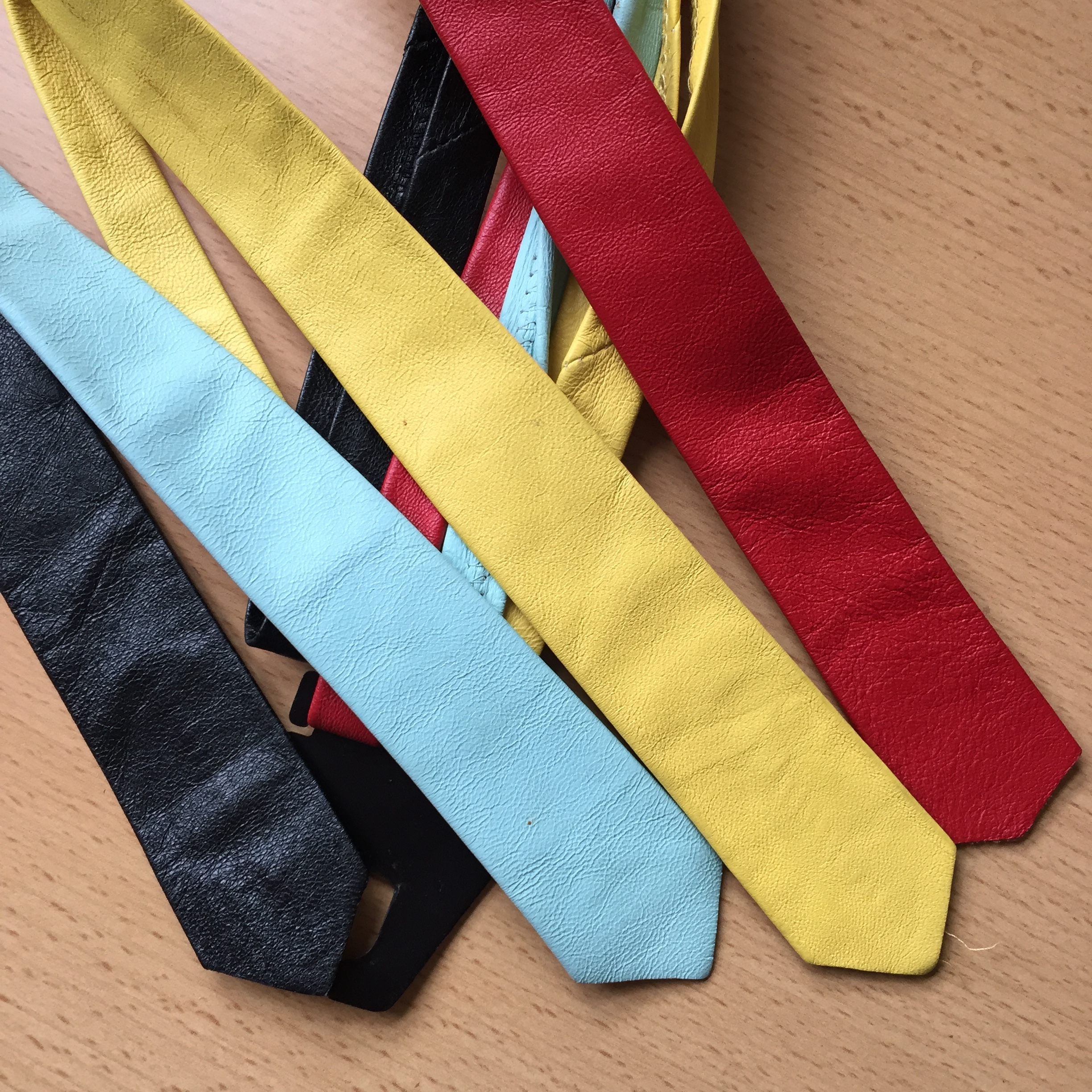
Lederkrawatten der 1980er Jahre

Ein Abgrenzungsmerkmal der Popperbewegung zu früheren westlichen Jugendkulturen war ein erstmals bewusst zur Schau gestellter Markenfetischismus. In dieser Hinsicht war die Popperbewegung stilprägend für viele nachfolgenden Moden und die Textilindustrie, die in der Zeit der Popper die Hervorhebung der Marke an sich als modisches Stilmerkmal entdeckte.
Exklusive und teure Modemarken wie Burberry, Etienne Aigner, Burlington, Timberland, Fiorucci, Benetton, Diesel oder Lacoste bestimmten das äußere Erscheinungsbild der Popper. Die typische Frisur war die Poppertolle mit Seitenscheitel; ein Kurzhaarschnitt mit sehr kurzen, ausrasierten Haaren im Nacken, rasierten Koteletten, längerem, stufig geschnittenem Deckhaar und einem großen, asymmetrischen Pony, der so ins Gesicht fiel, dass ein Auge vollständig bedeckt war. Das bevorzugte Transportmittel der Popper waren Mofas (z. B. Bravo und Ciao von Piaggio) sowie Motorroller wie die Vespa.
Man rauchte internationale Zigaretten der Marken Cartier, Dunhill oder JPS und benutzte die Düfte von Cartier, Chanel und Lagerfeld. Der Modestil der Popper lehnte sich an Vorbilder wie Felix Krull, Martin Fry, Bryan Ferry, die Modefotografien Helmut Newtons und deren betont elegante und exklusive Moderichtung an. Popper trugen etwa eine Kombination von Tasselloafern, damals Slipper oder College-Schuhe genannt und Burlington-Socken, die ersten Karottenhosen der Marke Fiorucci, Polohemden mit Strick- und Lederkrawatten auch inklusive Krawattenspange sowie Kaschmirpullovern mit V-Ausschnitt, einfarbig oder mit Rautenmuster. Die Kleidung war bei weiblichen und männlichen Poppern weitestgehend gleich.

## Musik
Ein eigener Musikstil, wie er für Jugendkulturen charakteristisch ist, fand sich bei Poppern nicht durchgängig. Gehört wurde von Synthesizern und Streicherarrangements dominierte Popmusik der damaligen Zeit. Typische Popper-Bands/Alben sind zum Beispiel ABC (The Lexicon of Love), Haircut 100 (Pelican West), Spandau Ballet (True) und Roxy Music. Unpolitische, romantische Themen wie Liebe und Lebensstil bestimmten die Inhalte der typischen Poppermusik. Beliebte Produzenten waren unter anderen Tony Mansfield und Trevor Horn.

## Verhältnis zu anderen Jugendkulturen
Popper bildeten keine exklusive Subkultur, sondern formten mehr oder weniger lose Cliquen. In einer politisch bewegten Zeit mit zahlreichen Demonstrationen und Protestbewegungen (Friedensbewegung zur Zeit des NATO-Doppelbeschlusses, Bau der Startbahn West des Frankfurter Flughafens, Atomkraftgegner gegen die WAA Wackersdorf etc.) bot diese Jugendkultur einen unpolitischen, bewusst angepassten Gegenentwurf zur eher konfrontativ ausgerichteten Alternativszene. Das wiederum führte zu Spannungen mit anderen Jugendkulturen, allen voran den Punks. 1980 kam es vor allem in Hamburg und kurz darauf in West-Berlin, später auch in anderen Städten, zu mehreren Massenschlägereien zwischen beiden Gruppen. Im Mai 1980 stürmten hunderte Jugendliche, in der Mehrzahl Hamburger Punks, das als Popperviertel bekannte Pöseldorf, eine noble Gegend westlich der Hamburger Außenalster, und attackierten Statussymbole, warfen Scheiben ein und kippten Autos um. Nur wenige Monate später eskalierten die Auseinandersetzungen besonders in West-Berlin, als die Musikband Die Popper im Maxim Hasenheide 115 ein Konzert veranstaltete und ca. 400 Punks versuchten, zum Ort der Veranstaltung durchzubrechen. Die Polizei setzte diesem Vorhaben ein Ende. Die Medien griffen das Thema auf und stilisierten diese Konflikte zu einer Art Klassenkampf unter Jugendlichen.
Eine andere Gegenkultur zur Konsumgesellschaft der Popper war die zweite Welle der Mods. Es gibt mit dieser Gruppe auch einige Gemeinsamkeiten wie die unpolitische Haltung, Spaß am Leben und den Motorroller. Sie waren nicht für jeden leicht unterscheidbar. Mods waren auch gestylt, kamen aber mit günstigeren Accessoires aus und trugen oft Parka.
Wer kein Popper war – besonders Punks, Rocker und Mods – war aus ihrer Sicht ein Prolo.

## Name
Die Herkunft des Begriffes Popper ist unklar, er stammt aber nicht aus dem Englischen.  Die Pluralform ist die Popper.